# Дьяченко, Дмитрий (актёр)
Дмитрий Дьяченко (англ. Dimitri Diatchenko; 11 апреля 1968, Сан-Франциско — 21 апреля 2020, Дейтона-Бич) — американский актёр и музыкант украинского происхождения.

## Биография
Родился в семье украинского эмигранта и американки с греческими и шведскими корнями. С восьми лет занимался игрой на классической гитаре, став лауреатом многих конкурсов и автором четырёх альбомов. С 1997 года Дмитрий Дьяченко начал сниматься в кино. Его фильмография насчитывает более четырёх десятков фильмов и сериалов, среди которых такие известные как «Солдат Джейн», «Индиана Джонс и Королевство хрустального черепа», «C.S.I.: Место преступления Майами», «Кости», «Чёрная метка», «Сыны анархии». Голосом Дьяченко говорят персонажи многих мультфильмов и компьютерных игр.
В 2015 году Дьяченко был признан виновным в жестоком обращении с животными: он приготовил и съел кролика своей бывшей подруги. Актёра приговорили к 60 дням исправительных работ и 48 часам обязательных работ.
Дмитрий Дьяченко скончался 20 апреля 2020 года в городе Дейтона-Бич, округ Волуша, штат Флорида, США, в возрасте 52 лет. Тело актёра было обнаружено в его доме без признаков насильственной смерти.

## Фильмография

### Кино
- Солдат Джейн / GI Jane (1997) — стажер
- The Settlement (1999)
- Love Made Easy (2006) — игрок в покер
- Клуб Гениев / The Genius Club (2006) — Джейси Механик
- Примечательная мощь / Remarkable Power (2008) — Иван
- Напряги извилины / Get Smart (2008) — российский чиновник
- Индиана Джонс и Королевство хрустального черепа / Indiana Jones and the Kingdom of the Crystal Skull (2008) — советский солдат
- Горящие пальмы / Burning Palms (2010) — Боб
- Запретная зона / Chernobyl Diaries (2012) — Юрий
- Отряд героев / Company of Heroes (2013) — Иван Позарский
- Они наблюдают / They’re Watching (2016) — Владимир Филат

### Сериалы
- Диагноз: убийство / Diagnosis: Murder (1997) — Карл
- Total Security (1997) — телохранитель
- Крутой Уокер: Правосудие по-техасски / Walker, Texas Ranger (1999) — Роберт Джексон
- Золотые крылья Пенсаколы / Pensacola: Wings of Gold (1999) — Антон Марисович
- V.I.P. (2000) — эпизод
- Дикая семейка Торнберри / The Wild Thornberrys (2001) — бобер (озвучка)
- Мыслить как преступник / Criminal Minds (2007) — Лев Лисовский
- Чёрная метка / Burn Notice (2007) — Борис
- The Riches (2008) — русский
- Без следа / Without a Trace (2008) — Юрий Овсенко
- C.S.I.: Место преступления Майами / CSI: Miami (2009) — Эндрю
- Гриффины / Family Guy (2009) — озвучка
- Сыны анархии / Sons of Anarchy (2011)
- Кости / Bones (2014) — Дмитрий Романов

### Компьютерные игры
- Medal of Honor: European Assault — дополнительные голоса
- Quake 4 — Следж
- Iron Man — Титановый Человек / российские солдаты
- Command & Conquer: Red Alert 3 — Олег Водник
- Command & Conquer: Red Alert 3 Uprising — Олег Водник
- Call of Duty: World at War — Комиссар
- Call of Duty: Black Ops — дополнительные голоса
- Metro: Last Light — Москвин
- Wolfenstein — Агент "Золотой Зари" / Офицер Вермахта / Агент Черного рынка
- Call of Duty: Black Ops II — дополнительные голоса
- Spider-Man: Shattered Dimensions — Песочный человек
- Uncharted 3: Drake's Deception — сербские солдаты
- The Last of Us — дополнительные голоса
- Fallout 4 — Вадим Бобров